# 百梁桥
29°46′07″N 121°23′04″E / 29.768610°N 121.384460°E
百梁桥是浙江省宁波市境内的一座古桥，因使用124根圆杉架设因而得名。桥梁位于海曙区洞桥镇百梁村和蕙江村，古称小溪江桥。百梁桥始建于北宋元丰元年（1078年），后历经历代重修。桥梁为廊屋式石墩木梁桥，长77.4米，宽8米。桥墩为巨石叠成，上设杉木拼排而成桥梁。桥两侧建有厢屋供人休息，中设23间廊屋。屋顶为两坡面，两端为歇山顶，南端设匾额“建桥于宋”，北侧则为“龙眠蕙江”，均立于清代。

## 图片
- 浙江省文物保护单位碑
- 桥面
- 两侧廊屋
- 桥南侧的厢屋
- 屋顶结构
- 屋顶结构
- 屋顶细部
- 桥上神龛